# Quercus obtusanthera
Quercus obtusanthera — вид рослин з родини букових (Fagaceae), поширений у Мексиці.
Таксономічний статус проблематичний; це може бути гібрид, або морфолігічний сорт.

## Середовище проживання
Поширення: Мексика (Герреро).